# Circuito Brasileiro de Voleibol de Praia Feminino de 2016–17
O Circuito Brasileiro de Voleibol de Praia Feminino de 2016-17, também chamado de Circuito Banco do Brasil de Vôlei de Praia, foi a vigésima quinta edição da principal competição nacional de Vôlei de Praia na variante feminina, iniciado em 22 de setembro de 2016.

## Resultados

### Circuito Open
| Evento                                                         | Ouro                             | Prata                                   | Bronze                               | Quarto lugar                         |
| 1ª Etapa Campo Grande, Mato Grosso do Sul 22 a 25 de setembro. | /Larissa França Talita Antunes   | Val Leão Renata Trevisan Ribeiro        | /Josimari Alves Thati Soares         | Taiana Lima Juliana Silva            |
| 2ª Etapa Brasília, Distrito Federal 13 a 16 de outubro.        | /Larissa França Talita Antunes   | / Rebecca Cavalcante Elize Maia         | Taiana Lima Juliana Silva            | Bárbara Seixas Fernanda Berti        |
| 3ª Etapa Uberlândia, Minas Gerais 27 a 30 de outubro.          | /Larissa França Talita Antunes   | / Rebecca Cavalcante Elize Maia         | Tainá Bigi Duda Lisboa               | / Ágatha Bednarczuk Carolina Solberg |
| 4ª Etapa Curitiba, Paraná 16 a 20 de novembro.                 | Taiana Lima Juliana Silva        | / Rebecca Cavalcante Elize Maia         | / Ágatha Bednarczuk Carolina Solberg | /Larissa França Talita Antunes       |
| 5ª Etapa São José, Santa Catarina 8 a 11 de dezembro.          | Rebecca Cavalcante Juliana Silva | / Ana Patrícia Ramos Ângela Lavalle     | /Josimari Alves Thati Soares         | / Tainá Bigi Victória Tosta          |
| 6ª Etapa João Pessoa, Paraíba 26 a 29 de janeiro de 2017.      | / Ágatha Bednarczuk Duda Lisboa  | /Larissa França Talita Antunes          | / Elize Maia Taiana Lima             | Bárbara Seixas Fernanda Berti        |
| 7ª Etapa Maceió, Alagoas 16 a 19 de fevereiro de 2017.         | /Larissa França Talita Antunes   | / Ágatha Bednarczuk Duda Lisboa         | / Elize Maia Taiana Lima             | Bárbara Seixas Fernanda Berti        |
| 8ª Etapa Aracaju, Sergipe 16 a 19 de março de 2017.            | /Larissa França Talita Antunes   | / Ágatha Bednarczuk Duda Lisboa         | Bárbara Seixas Fernanda Berti        | / Juliana Silva Carolina Solberg     |
| 9ª Etapa Vitória, Espírito Santo 6 a 9 de abril de 2017.       | /Larissa França Talita Antunes   | / Ana Patrícia Ramos Rebecca Cavalcante | / Ágatha Bednarczuk Duda Lisboa      | / Tainá Bigi Victória Tosta          |

## Ranking final
| Posição           | Equipe                               | Pontuação |
| ----------------- | ------------------------------------ | --------- |
| Medalha de ouro   | /Larissa França Talita Antunes       | 2640      |
| Medalha de prata  | Bárbara Seixas Fernanda Berti        | 1880      |
| Medalha de bronze | Amanda Maltez Fernanda Nunes         | 1580      |
| 4                 | / Luiza Amélia Semírames Marins      | 1400      |
| 5                 | Taiana Lima Juliana Silva            | 1240      |
| 5                 | Val Leão Renata Trevisan Ribeiro     | 1240      |
| 7                 | /Josimari Alves Thati Soares         | 1200      |
| 8                 | / Taiana Lima Elize Maia             | 1120      |
| 8                 | / Ágatha Bednarczuk Duda Lisboa      | 1120      |
| 10                | / Rebecca Cavalcante Elize Maia      | 1080      |
| 10                | / Ágatha Bednarczuk Carolina Solberg | 1080      |
| 12                | /Rafaela Fares Érica Freitas         | 1060      |
| 13                | /Aline Lebioda Fabrine Conceição     | 980       |

### Premiações individuais
Os destaques da temporada foramː
| MVP                     | Larissa França     | Espírito Santo (estado) |
| Melhor Ataque           | Talita Antunes     | Alagoas                 |
| Craque da Galera        | Ágatha Bednarczuk  | Paraná                  |
| Melhor Bloqueio         | Talita Antunes     | Alagoas                 |
| Melhor Saque            | Ágatha Bednarczuk  | Paraná                  |
| Melhor Recepção/Passe   | Larissa França     | Espírito Santo (estado) |
| Melhor Defesa           | Larissa França     | Espírito Santo (estado) |
| Melhor Levantadora      | Larissa França     | Espírito Santo (estado) |
| Atleta que mais evoluiu | Ana Patrícia Ramos | Minas Gerais            |

•Técnico da temporadaː  Reis Castro